# Rolling Stones Mobile Studio

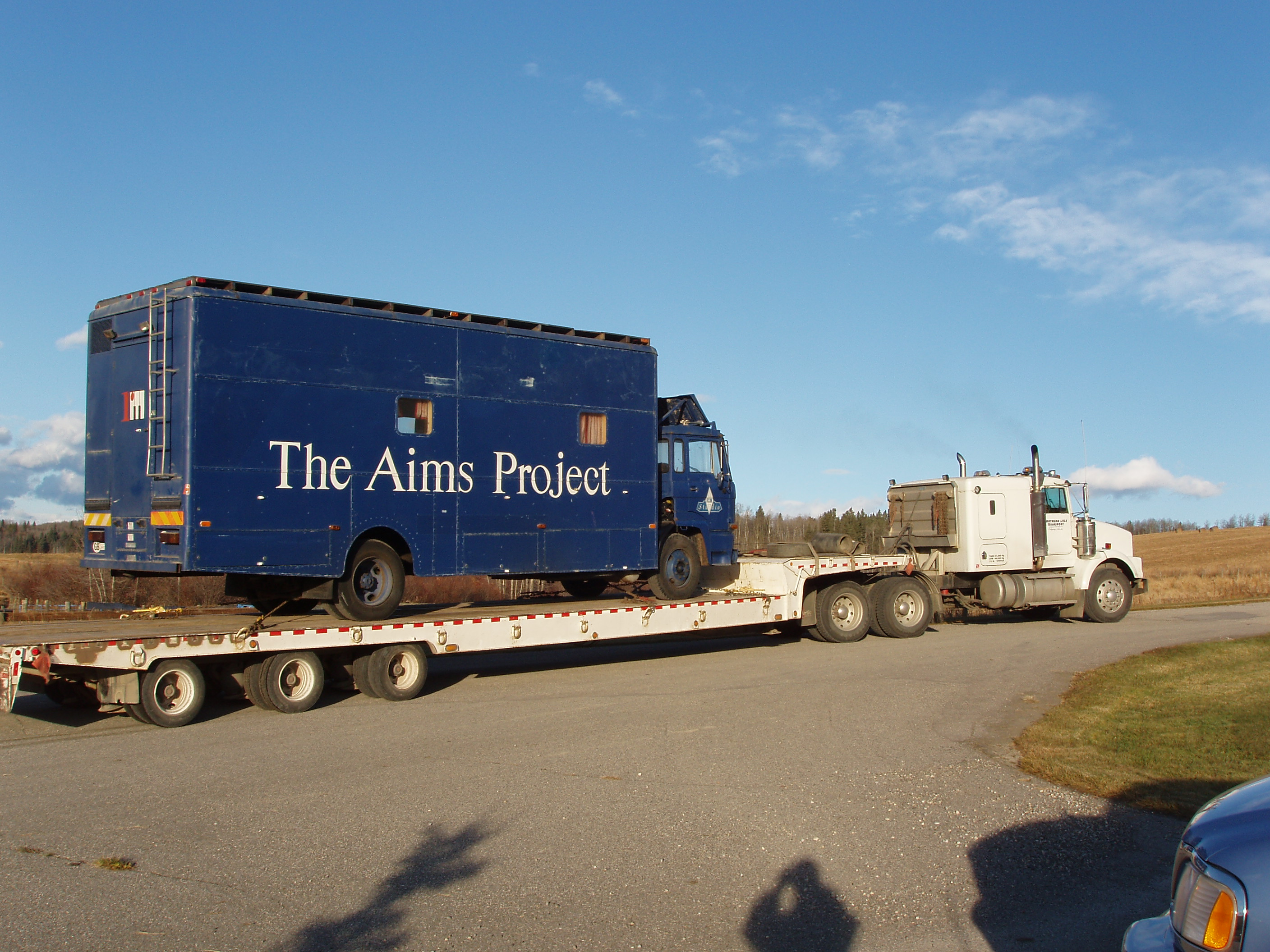
De Rolling Stones Mobile Studio in 2006.

De Rolling Stones Mobile Studio is een mobiele opnamestudio die in het bezit was van de Engelse rockband The Rolling Stones. In de loop der jaren is de studio door diverse artiesten en bands gebruikt voor het opnemen van muziek, waaronder The Who, Dire Straits, Deep Purple, Lou Reed, Bob Marley, Horslips, Nazareth, Fleetwood Mac, Bad Company, Status Quo, Led Zeppelin, Iron Maiden, Wishbone Ash, en door The Rolling Stones zelf.

## Geschiedenis
Het idee voor de mobiele studio ontstond in 1968 toen The Rolling Stones een nieuwe omgeving zochten om muziek op te nemen. Ze hadden genoeg van de beperkingen die in de reguliere studio's heersten en besloten hun intrek te nemen in Mick Jaggers nieuwe landhuis, Stargroves in East Woodhay in Hampshire. Al de benodigde apparatuur voor muziekopnames moest daarvoor echter naar het huis gebracht worden. Roadmanager en tevens pianist van de band Ian Stewart, kwam met het idee om een opnamestudio te bouwen in een vrachtauto.
Onder leiding van Stewart werden een aantal geluidstechnici en producers, waaronder Glyn Johns, geraadpleegd voor de realisatie van het project. Vervolgens werkte Dick Swettenham, van Helios Electronics, de plannen uit en bouwde de eerst versie van de Rolling Stones Mobile Studio. Hij was in eerste instantie alleen bedoeld voor gebruik door The Stones, maar de studio werd al snel populair bij andere rockbands, waaronder The Who, The Faces en Led Zeppelin.

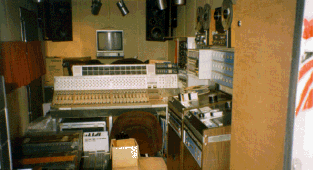
Interieur van de studio.

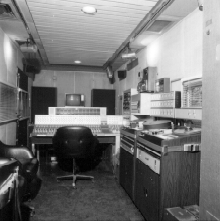
De Rolling Stones Mobile Studio.

Deze eerste versie had een maximum van twintig ingangen en een acht sporen opnamemogelijkheid. Omdat de mobiele studio ook voor liveopnames gebruikt werd, bleek dat niet voldoende en werd hij uitgebreid naar zestien sporen opnamemogelijkheid.
Verschillende classic rockalbums, waaronder Led Zeppelin III (1970), Led Zeppelin IV (1971), de Rolling Stones albums Sticky Fingers (1971) en Exile on Main St. (1972), zijn in de loop der jaren in zijn geheel of grotendeels opgenomen met de Rolling Stones Mobile Studio. Ook het Stones optreden in het Londense Hyde Park op 5 juli 1969, werd met de mobiele studio opgenomen. De studio werd op diverse locaties gebruikt, zoals concerthallen, schuren, kastelen, casino's etc. Tijdens de opnames voor het zesde studioalbum van de Britse hardrockband Deep Purple, Machine Head in december 1971, vloog de studio bijna in brand. De studio stond geparkeerd naast het casino dat in brand raakte tijdens een concert van Frank Zappa. Dit voorval was de inspiratie voor het Deep Purple nummer "Smoke on the Water", waarin de studio in de tekst genoemd wordt: "We all came out to Montreux ... to make records with a mobile" (eerste couplet), en "The "Rolling truck Stones thing" (derde couplet).
Vanaf 1973 tot 1976 werd de Finse architect en fotograaf Tapani Talo, ingehuurd als vaste assistent-geluidstechnicus voor de mobiele studio.
Tijdens de Europese concerttour van The Rolling Stones in 1973, kwam technicus Mick McKenna in dienst van de studio en bouwde hij, samen met Ian Stewart, aan de modernisering ervan. Na de dood van Stewart, in 1985, ging hij alleen verder en verbeterde, onder andere, de akoestiek van de ruimte.
Vanaf 1980 werd de studio steeds vaker gebruikt voor de registratie van televisieprogramma's, onder meer voor de BBC. Speciaal daarvoor werd er in 1982 een synchronisatiecomputer geïnstalleerd, waarmee men opgenomen beeld en geluid gelijk kon laten lopen.

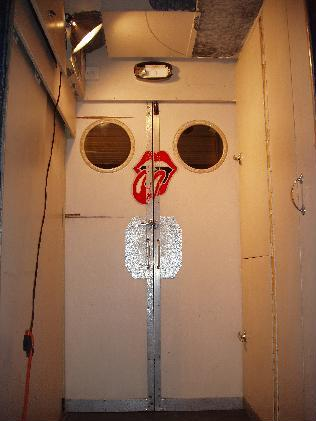
Toegang tot de studio.

In 1987 startte toenmalig Rolling Stones bassist Bill Wyman met het AIMS project (Ambitie, Ideeën, Motivatie, Succes). Het project had als doel opkomende artiesten een kans te geven een dag in een professionele studio opnames te maken, en daarop volgend misschien een contract af te dwingen bij een platenmaatschappij. Samen met producer Terry Taylor nam Mick McKenna meer dan zestig nummers op tijdens de duur van het project. Dit resulteerde in een afsluitend benefietconcert op 20 februari 1988 in de Royal Albert Hall in Londen.
De studio bleef tot april 1993 in gebruik. De laatste opnames werden gemaakt met de broer van Mick Jagger, Chris Jagger en zijn band Atcha!, voor het gelijknamige album. Op de albumhoes staat vermeld: "Acha was recorded on the mighty Mobile RIP." ("Acha is opgenomen met de geweldige Mobile RIP." ) 
In 1996 kwam de studio, na een openbare veiling bij het veilinghuis Bonhams, in handen van de New Yorkse Loho Studio's waar hij voornamelijk werd gebruikt in de undergroundscene. Er werden, onder andere, opnames gemaakt voor het hardcore-album, Live At Continental: Best Of NYC Hardcore.
De Rolling Stones Mobile Studio is sinds november 2001 in het bezit van het National Music Centre in de Canadese stad Calgary.

## Bekende albums, geheel of deels, opgenomen met de Rolling Stones Mobile Studio
Diverse artiesten en rockbands hebben in de loop der jaren gebruik gemaakt van de Rolling Stones Mobile Studio. De bekendste zijn.
- 1970: Led Zeppelin III - Led Zeppelin
- 1971: Sticky Fingers - The Rolling Stones
- 1971: Led Zeppelin IV - Led Zeppelin
- 1971: Who's Next - The Who
- 1971: Long Player - The Faces
- 1971: 200 Motels - Frank Zappa
- 1972: Machine Head - Deep Purple
- 1972: Exile on Main St. - The Rolling Stones
- 1972: Happy to Meet, Sorry to Part - Horslips
- 1973: Uriah Heep Live - Uriah Heep
- 1973: Houses of the Holy - Led Zeppelin
- 1973: Live Dates - Wishbone Ash
- 1973: Penguin - Fleetwood Mac
- 1973: Mystery to Me - Fleetwood Mac
- 1973: Recorded Live - Ten Years After
- 1973: Who Do We Think We Are - Deep Purple
- 1973: Red Rose Speedway - Paul McCartney (Heruitgave 2018)[11]
- 1974: Burn - Deep Purple
- 1974: Rampant - Nazareth
- 1975: Physical Graffiti - Led Zeppelin
- 1975: Live! - Bob Marley & The Wailers
- 1976: Run with the pack - Bad Company
- 1977: Live! - Status Quo
- 1977: Moonflower - Santana
- 1979: Life in a Day - Simple Minds
- 1979: Lovehunter - Whitesnake
- 1981: Rocket 88 - Rocket 88
- 1982: Queen on Fire - Live at the Bowl - Queen (uitgebracht in 2004)
- 1984: Alchemy - Dire Straits
- 1984: Live in Italy - Lou Reed
- 1985: A Physical Presence - Level 42
- 1985: In London - Al Jarreau
- 1990: No Prayer for the Dying - Iron Maiden
- 1994: Atcha - Chris Jaggers Atcha [12]